# Burg Lissingen
Burg Lissingen aan de Kyll is een zeer goed bewaard gebleven burcht  bij de stad Gerolstein. Het is een van de zeer weinige middeleeuwse burchten die nooit zijn verwoest.
Feitelijk bestaat de (voormalige waterburcht) Burg Lissingen uit twee burchten, de zogenaamde "Unterburg" (benedenburcht) en "Obenburcht" bovenburcht. Deze scheiding is voltrokken in 1559 en duurt tot de dag van vandaag.